# Edmond Djitangar
Edmond Djitangar (ur. 2 listopada 1952 w Bekoro) – czadyjski duchowny katolicki, arcybiskup Ndżameny od 2016.

## Życiorys
W 1964 roku w ukończył Ecole Saint Francois Régis Maro w Chari i wstąpił do niższego seminarium Saint Pierre de Fort-Archambault (SARH), które ukończył w 1971 roku. W tym samym roku wyjechał do Kamerunu, gdzie studiuje na roku wstępnym w seminarium - Inter-Etats de Nkol-Bison w Yaoundé. Rok później wyjeżdża do Burkina Faso, gdzie przez 7 lat studiuje w Seminarium Saint Pierre Claver w Koumi. Święcenia kapłańskie otrzymał 30 grudnia 1978.
Po święceniach kapłańskich pracuje w latach 1978-81 jako proboszcz w parafii św. Jana Chrzciciela w Koumogo. W 1981 roku rozpoczyna studia na Papieskim Instytucie Biblijnym w Rzymie.
Po powrocie w latach 1985-88 jest profesorem w Seminarium św. Łukasza w  Bakarze (niedaleko Ndżameny). W latach 1988–90 był Dyrektorem Diecezjalnego Centrum Formacji Katechetycznej w  Rakena. Potem przez rok był wikariuszem generalnym diecezji Sarh.
11 października 1991 papież Jan Paweł II mianował go ordynariuszem diecezji Sarh. Sakry biskupiej udzielił mu 2 lutego 1992 kardynał Jozef Tomko. W październiku 2004 roku zostaje specjalnym sekretarzem Drugiego Synodu Kościołów w Afryce.
20 sierpnia 2016 papież Franciszek mianował go arcybiskupem metropolitą Ndżameny.
Ingres odbył się 15 października 2016 w Parafii Najświętszego Serca w Chagoua, ponieważ Archikatedra Ndżameny od 2013 roku jest remontowana.